# Plumbagidium
Plumbagidium är ett släkte av triftväxter. Plumbagidium ingår i familjen triftväxter.
Kladogram enligt Catalogue of Life:
| Plumbagidium | \| \| Plumbagidium auriculatum \| \| \| \| \| \| Plumbagidium scandens \| \| \| \| |
|              | \| \| Plumbagidium auriculatum \| \| \| \| \| \| Plumbagidium scandens \| \| \| \| |
|              | Plumbagidium auriculatum                                                           |
|              |                                                                                    |
|              | Plumbagidium scandens                                                              |
|              |                                                                                    |